# Carlos Díaz (Fußballspieler, 1945)
Carlos Guillermo Díaz López (* 27. Juni 1945 in Santiago) ist ein ehemaliger chilenischer Fußballspieler. Der Mittelfeldspieler gewann mit Aurora FC zwei guatemaltekische Meisterschaften.

## Karriere
Carlos Díaz begann seine Karriere 1966 bei Ferrobadminton und wechselte ein Jahr später zu den Rangers de Talca, wo er eine erfolgreiche Zeit erlebte. Er stand in seinen vier Jahren in Talca in 133 Ligaspielen auf dem Platz und wurde in der Saison 1969 Vizemeister. Bei der Copa Libertadores 1970 schieden die Rangers in der Gruppenphase aus, Díaz konnte aber zwei Tore erzielen. Anschließend wechselte er zu CSD Colo-Colo und ein Jahr später zu Naval.
Nach dem Putsch in Chile 1973 wanderte der Mittelfeldspieler nach Guatemala aus und schloss sich dem Aurora FC an, mit dem er die Meisterschaften 1975 und 1978 gewinnen konnte. Von 1976 bis 1977 lief er für Deportivo Zacapa auf. Anschließend war noch für weitere Klubs in Guatemala aktiv und beendete 1980 seine Karriere.

## Erfolge
Aurora
- Guatemaltekischer Meister: 1975, 1978